# Lady Essence
『Lady Essence』（レディエッセンス）は、fm osakaで2006年4月2日から同年9月24日まで放送されていたラジオ番組である。

## 概要
番組名は英語で「淑女の真髄」。その名の通り、女性の永遠のテーマである「美」を追求していく番組。

## パーソナリティー
- 大桑マイミ（ファッション雑誌『CanCam』専属モデル）

## 放送局
- fm osaka（制作局） 毎週日曜日 21:00～21:30